# Jaswant Singh Rajput
Jaswant Singh Rajput (Delhi, 1926 - Calcutta, 28 januari 2015) was een Indiaas hockeyer. 
Singh Rajput won in 1948 met de Indiase ploeg de olympische gouden medaille.

## Resultaten
- 1948  Olympische Zomerspelen in Londen